# Quarante martyrs de Sébaste (icône)
Les Quarante martyrs de Sébaste est le nom d'une icône, datant de la fin du XVe  - début du  XVIe siècle, exposée à la Galerie Tretiakov à Moscou. Elle provient de l'école d'iconographie de Novgorod.

## Histoire
Sous le règne de l'empereur romain Licinius, en 320, quarante soldats chrétiens ont été martyrisés. C'est un fait historique qui s'est produit en Arménie et on a pu retrouver le nom de la moitié d'entre eux.  

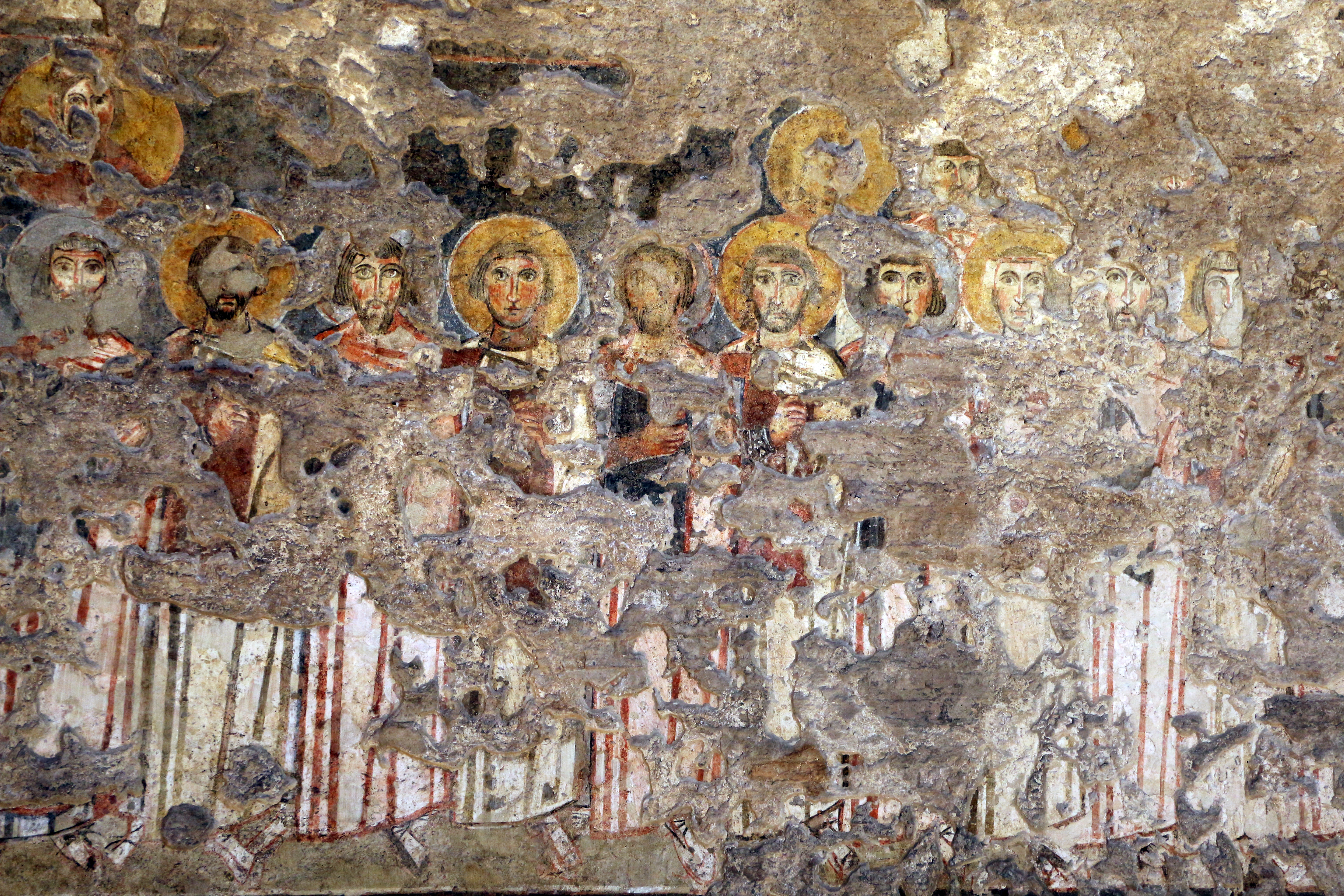
Oratoire des quarante martyrs, fresque de Santa Maria Antiqua,.

Une fresque de Santa Maria Antiqua à Rome, datant du VIIIe siècle, est la première représentation de ce martyre. Il a ensuite été fréquemment repris par les fresquistes, les miniaturistes, les iconographes des siècles suivant. Au XIVe siècle, lorsque dans l'histoire de l'icône byzantine et orthodoxe apparaît la Renaissance Paléologue, le sujet a été particulièrement apprécié. De nouveaux procédés apparaissent en effet à l'époque, qui permettent de rendre perceptibles les mouvements psychiques des personnages en peinture. 
Les 40 hommes sont obligés de rester toute une nuit dans l'eau glacée du lac. Sur la rive une cabine de bain chauffée est installée pour tenter de les décourager. L'un des 40 est incapable de résister au froid et entre dans la cabine située à droite sur l'icône. Le geôlier, admirant leur courage, enlève l'himation de son torse et entre dans l'eau pour prendre la place du déserteur. Il voit alors 7 couronnes descendant du ciel symbolisant les 39 martyrs. L'artiste utilise adroitement la perspective inversée pour rendre possible la représentation de la figure et du comportement des victimes (les lignes de fuites se rencontrent, dans cette perspective, devant l'icône et non à l'arrière). La masse humaine est divisée en groupes distincts dont chaque visage est particulier. Un des martyrs s'évanouit à l'avant plan à gauche et est soutenu par son compagnon d'infortune.
Les couronnes de martyrs qui descendent du ciel et la figure du Christ bénissant les martyrs contrastent avec l'agitation des groupes d'hommes confrontés à la mort certaine qui les attend.
Konrad Onasch considère que la maîtrise des techniques, qui ont permis de rendre cette scène, fait de cette icône un précieux document de la peinture de Novgorod à son déclin.